# Mikrotubuli-assoziiertes Protein
Mikrotubuli-assoziierte Proteine (MAPs) binden an die Mikrotubuli im Zellskelett oder an angrenzende Membranen und beeinflussen so zahlreiche Prozesse in deren Inneren.

## Funktion
Als MAPs werden allgemein alle Proteine bezeichnet, die auf verschiedene Arten mit den Mikrotubuli einer Zelle direkt interagieren. Sie regulieren deren Wachstumsverhalten und verknüpfen sie untereinander, somit spielen sie eine bedeutende Rolle als grundlegende Proteine des neuronalen Zytoskeletts. Aufgrund ihrer Bindungsfähigkeit können sie Mikrotubuli stabilisieren und destabilisieren und sind als dynamische Moleküle ständigen Verlängerungs- und Verkürzungsphasen unterworfen. Mithilfe von Brückengliedern, welche die MAPs ausbilden, können sie der Destabilisierung und somit der Verkürzung entgegenwirken. Ist dies nicht erwünscht, so phosphorylisiert die MAP2-Kinase die MAPs und senkt deren Affinität. Es entsteht ein Regulierungsweg, der den Umbau des Mikrotubuli-Netzwerkes durch extrazelluläre Signale steuert. Auch bestimmen MAPs die zelluläre Lokalisation der Mikrotubuli und Interaktionen mit anderen Organellen. Weiterhin bauen sie übergeordnete Strukturen aus mehreren Mikrotubuli auf, unter anderem sternförmige Bündel oder Aster. In der Zellteilung spielen sie eine stabilisierende Rolle an den Mikrotubuli.

## Proteintypen
Seit ihrer Entdeckung wurden immer mehr MAP-Untergruppen gefunden und beschrieben, nicht immer fielen Überschneidungen mit bereits entdeckten Proteinen sofort auf. 
MotorproteineAm häufigsten sind MAPs als Motorproteine Dynein, Myosin und Kinesin vertreten, diese sind zuständig für essenzielle Zufuhr von biologischen Lasten im intrazellulären Transport. Sie transportieren zur Proteinbiosynthese benötigtes Material direktional auf Zellskelettstrukturen entlang der Mikrotubuli, da im Axon selbst keine Proteinbiosynthese stattfinden kann. Kinesine nehmen weiterhin eine zentrale Rolle für den Aufbau und die Funktion der mitotischen Spindel ein und sind überwiegend für den Transport von Zellbausteinen zum Mikrotubuli-Plus-Ende zuständig.
Strukturelle MAPsMAP2/Tau-Proteine gehören zu den strukturellen MAPs und beeinflussen zahlreiche Vorgänge durch Mikrotubuli-Bindungen, besitzen selbst allerdings keine enzymatische Aktivität. Adapterproteine, welche für die Aktivität anderer MAPs sorgen, und +TIPs sind ebenfalls strukturelle MAPs und gelten als gut erforscht.
+TIPs+TIPs beeinflussen zelluläre Strukturen in den Mikrotubuli. Sie verlinken wachsende Mikrotubuli-Enden, an die sie ausschließlich binden, mit restlichen Organellen in der Zelle.
Aktin-Mikrotubuli verbindende ProteineAktin-Mikrotubuli verbindende Proteine können sowohl an Mikrotubuli als auch an Aktin binden. Sie sind in viele zelluläre Prozesse eingebunden, beispielsweise bei der Wundheilung oder der neuronalen Entwicklung. Recht gut erforschte Vertreter sind die Spektraplakine.
Mutationen in MAPs führen zu starken Schäden im Organismus. Manche neurodegenerativen Erkrankungen treten bei Fehlern in MAPs auf, beispielsweise können durch Ablagerungen von Tau-Proteinen im Hirn Tauopathien entstehen, so auch Alzheimer.